# Бонзи, Пьер де
Пьер де Бонзи (фр. Pierre de Bonzi; 15 апреля 1631, Флоренция, Великое герцогство Тосканское — 11 июля 1703, Монпелье, королевство Франция) — французский кардинал. Епископ Безье с 7 июня 1660 по 28 сентября 1671. Архиепископ Тулузы с 28 сентября 1671 по 12 марта 1674. Архиепископ Нарбонны и примас Нарбоннской Галлии с 12 марта 1674 по 11 июля 1703. Кардинал-священник с 22 февраля 1672, с титулом церкви Сант-Онофрио с 19 октября 1676 по 19 октября 1689. Кардинал-священник с титулом церкви Сан-Пьетро-ин-Винколи с 19 октября по 28 ноября 1689. Кардинал-священник с титулом церкви Сант-Эузебио с 28 ноября 1689 по 11 июля 1703.